# 前143年
| 千纪： | 前1千纪 |
| 世纪： | 前3世纪 \| 前2世纪 \| 前1世纪                                                                                         |
| 年代： | 前170年代 \| 前160年代 \| 前150年代 \| 前140年代 \| 前130年代 \| 前120年代 \| 前110年代                               |
| 年份： | 前148年 \| 前147年 \| 前146年 \| 前145年 \| 前144年 \| 前143年 \| 前142年 \| 前141年 \| 前140年 \| 前139年 \| 前138年 |
| 纪年： | 西汉汉景帝后元元年 |

## 大事记
- 五月，上庸地震二十二天[1]。
- 哈斯蒙尼王朝統治者約拿單·亞腓斯被殺
- 凯尔特比里亚战争結束

## 出生
- 马克·安东尼·奥雷托尔，古羅馬演說家

## 逝世
- 周亚夫--西汉丞相